# Berkány
Berkány (románul Bercu) falu Romániában, Erdélyben, Hunyad megyében.

## Fekvése
A Sztrigy völgyében, a Kudzsiri-havasok nyugati lábánál, Hátszegtől 5,6 km-re keletre, Kovrágy és Bucsum között fekvő település. Közelében található a Sztrigyen létesült Kovrágyi-víztározó.

## Története
Berkány (Bercu) korábban Kovrágy (Covragiu) része volt. 1956-ban vált külön településsé.

## Népesség
1966-ban 53, 1977-ben 38, 1992-ben 22, 2002-ben 14, a 2011-es népszámláláskor pedig 11 román lakosa volt.